# Exconvento del Carmen (Guadalajara, Jalisco)
El Ex Convento Del Carmen es una histórica institución religiosa y cultural ubicada en Guadalajara, Jalisco, México. Originalmente, fue construido en el siglo XVII como un convento para los carmelitas descalzos. A lo largo de los años, el complejo ha sufrido numerosos cambios y renovaciones.
El Ex Convento Del Carmen se destaca por su arquitectura barroca y es conocido por su impresionante conjunto de catacumbas, donde están enterrados varios miembros de la orden carmelita. A principios del siglo XX, el edificio se convirtió en una propiedad federal y más tarde, en un espacio cultural.
Hoy en día, el Ex Convento Del Carmen sirve como un importante centro cultural y artístico en la ciudad de Guadalajara. Alberga un teatro, una galería de arte y numerosos eventos culturales y artísticos durante todo el año. También cuenta con un museo que exhibe obras de arte y artefactos religiosos, proporcionando una mirada fascinante a la historia y la cultura de la región.

## Historia
La construcción del convento empezó en 1618 y terminó en 1721. Originalmente, el complejo incluía la iglesia, los claustros, el refectorio, la sacristía, las celdas de los monjes y una huerta. La arquitectura del convento es principalmente barroca, aunque también muestra algunos elementos de los estilos gótico y neoclásico.
A lo largo de los siglos, el convento ha tenido varios usos. En el siglo XIX, durante las Leyes de Reforma en México, la propiedad fue expropiada por el estado y usada como hospital militar y como cuartel. Después, en el siglo XX, fue convertido en un colegio y posteriormente en un espacio dedicado a la promoción de la cultura y las artes.
A pesar de los múltiples usos a lo largo del tiempo, una parte del convento todavía mantiene su función original como lugar de culto. La iglesia sigue en uso y es famosa por su impresionante altar de estilo rococó y por las catacumbas que contienen los restos de los monjes carmelitas.
El Ex Convento Del Carmen es ahora un centro cultural importante en Guadalajara, donde se llevan a cabo exposiciones de arte, conciertos, obras de teatro y conferencias, entre otros eventos. También alberga un museo con una colección de arte sacro y objetos relacionados con la historia del lugar. Es, sin duda, un tesoro arquitectónico y cultural de Guadalajara y un importante testimonio de la historia de la ciudad.